# Primula knorringiana
Primula knorringiana är en viveväxtart som beskrevs av Fedorov. Primula knorringiana ingår i släktet vivor, och familjen viveväxter. Inga underarter finns listade i Catalogue of Life.